# Cyrtinus jamaicensis
Cyrtinus jamaicensis là một loài bọ cánh cứng trong họ Cerambycidae.